# Peugeot Type 145, 146 e 148
Le Type 145, 146 e 148 sono tre autovetture di fascia alta prodotte tra il 1913 ed il 1914 dalla casa automobilistica francese Peugeot.

## Profilo
Queste tre vetture nacquero da un progetto comune, volto a realizzare vetture dalla spiccata vocazione familiare, con caratteristiche meccaniche analoghe e differenti tra loro solo per le dimensioni. Volte a sostituire la Type 139, furono prodotte in contemporanea e si presentavano come tre eleganti torpedo. La più piccola era la Type 145, anche se alla fine era piccola solo per modo di dire, visto che era lunga 4.5 m e realizzata su un telaio da 3.3 m di interasse. Già sulla versione più corta, quindi, comfort ed abitabilità erano di buon livello per l'epoca. La versione intermedia era invece la Type 146, con passo allungato di 18 cm e lunghezza complessiva salita a 4.7 m. La versione "lunga" era invece la Type 148, con un passo di 3.61 m (13 cm superiore al passo della Type 146 e ben 31 cm superiore a quello della Type 145) ed una lunghezza complessiva di 4.85 m.
I tre modelli condividevano telaio (anche se modificato a seconda dei modelli) e meccanica: il motore era un 4 cilindri da 4536 cm³ di cilindrata.
Giunte nel 1914 al termine della loro produzione, la Type 145 fu prodotta in 135 esemplari, la Type 146 in 428 e la Type 148 in soli 83. Per incontrare l'erede di questi modelli, occorrerà aspettare ben 9 anni, e precisamente fino al 1923, anno in cui fu lanciata la Type 174.